# Gelierzucker
Gelierzucker ist eine Mischung aus Zucker und Geliermitteln zur schnellen Zubereitung von Konfitüren, Gelees und Marmeladen. Das Fruchtgut kann dabei durch Zugabe und einfaches Erhitzen relativ schnell zu einem Endprodukt verarbeitet werden. Sehr reife oder süße Früchte, die wenig Pektin enthalten, und deshalb von sich aus schlecht gelieren, können mit Gelierzucker dennoch zum Gelieren gebracht werden.
1965 brachte Pfeifer & Langen Gelierzucker 1:1 als erste Gelierzuckersorte auf den Markt. Das Produkt wurde in späteren Jahren von Lizenznehmern im In- und Ausland hergestellt.
Gelierzucker verkürzt den Zeitaufwand zur Herstellung von Marmeladen erheblich. Die anfänglichen Kochzeiten konnten im Laufe der Zeit zusätzlich reduziert werden.
Er wird aus Raffinade, Pektin als Geliermittel sowie Zitronensäure oder Weinsäure als Säuerungsmittel, teilweise auch mit Konservierungsstoffen hergestellt. Da Pektin seine Gelierkraft verliert, ist Gelierzucker nach Ablauf der Mindesthaltbarkeit nicht mehr zum Einkochen geeignet. Einige Hersteller fügen dem Gelierzucker auch Öl – z. B. Palm- oder Kokosöl – zu, um die Schaumbildung zu reduzieren.
Traditioneller Gelierzucker wird im Verhältnis 1:1 verwendet. Es gibt aber auch Gelierzucker „extra“, der in Verhältnissen 3:1 oder 2:1 (wobei die erste Zahl die Anteile von Fruchtgut bezeichnet) verwendet wird. Dieser Gelierzucker enthält einen höheren Pektingehalt. Diese Fruchtaufstriche werden weniger süß, da im Verhältnis zum traditionellen Gelierzucker nur die Hälfte (2:1) oder ein Drittel (3:1) der Zuckermenge zugesetzt wird. Durch die niedrigere Zuckerkonzentration kann eine längere Haltbarkeit nach dem ersten Öffnen nicht mehr sichergestellt werden, darum enthalten diese Gelierzucker Konservierungsmittel (meistens Sorbinsäure).
Mittlerweile werden auch Gelierzucker für kaltgerührte Fruchtaufstriche angeboten. Diese enthalten Carrageen oder Natriumalginat als Geliermittel. Da bei kaltgerührten Fruchtaufstrichen keine Sterilisation über den Kochvorgang erfolgt, sind diese nur für kleine Ansätze (200 g Früchte) geeignet, die im Kühlschrank aufbewahrt und innerhalb von 14 Tagen verzehrt werden sollten.
Die im Gelierzucker enthaltenen Geliermittel sind auch separat im Handel erhältlich, denen dann noch Zucker zugesetzt werden kann. Einmachzucker enthält dagegen keine Geliermittel.